# Handeloh
Handeloh – gmina położona w niemieckim kraju związkowym Dolna Saksonia, w powiecie Harburg, należy do gminy zbiorowej (niem. Samtgemeinde) Tostedt.

## Położenie geograficzne
Handeloh leży w północno-zachodniej części Pustaci Lüneburskiej ok. 35 km. na południe od Hamburga między rzekami Seeve na wschodzie i Este na zachodzie. Od wschodu sąsiaduje z gminą Hanstedt i południowego wschodu z gminą Undeloh z gminy zbiorowej Hanstedt, od południa graniczy z miastem Schneverdingen z powiatu Heidekreis, od zachodu z gminą Welle i północy z miastem Buchholz in der Nordheide.

## Podział
W skład gminy Handeloh wchodzą następujące miejscowości: Handeloh, Höckel, Inzmühlen i Wörme.

## Transport
W odległości ok. 15 km od Handeloh znajdują się autostrady: A1 na północy z węzłami Hollenstedt, Rade i Dibbersen i autostrada A7 na wschodzie z węzłami Evendorf, Egestorf i Garlstorf. Bardzo blisko jest do drogi krajowej B3 w sąsiednim Welle – ok. 3 km.

## Muzeum
W gminie działa prywatne Muzeum Historii Naturalnej.